# Bătălia de la Wizna
Bătălia de la Wizna a fost purtată între 7 și 10 septembrie 1939, între armatele Poloniei și Germaniei, în fazele inițiale ale invadării Poloniei. Conform ultimelor cercetări, între 350 și 720 de militari polonezi au apărat pentru trei zile o zonă fortificată împotriva a 40.000 de soldați germani. Deși înfrângerea era inevitabilă, această acțiune a împiedicat pentru trei zile înaintarea armatei germane și a amânat încercuirea Grupului operațional independent Narew, care lupta în apropiere. Într-un final tancurile germane au străpuns linia defensivă și au eliminat buncărele poloneze unul câte unul. Ocupanții ulimului buncăr s-au predat în jurul prânzului zilei de 10 Septembrie.
Pentru că în cadrul bătăliei un număr mic de apărători, înainte de a fi anihilați, au apărat pentru trei zile o zonă fortificată împotriva unei forțe mult superioare, Bătălia de la Wizna este referită uneori ca Termopile polonez în istoria poloneză. Una dintre figurile marcante ale bătăliei este căpitanul Władysław Raginis, comandantul detașamentului polonez, care a jurat să mențină poziția cât timp este în viață. Când ultimele două buncăre au rămas fără muniție le-a ordonat soldaților săi să se predea iar el s-a sinucis.

## Istoric

### Context

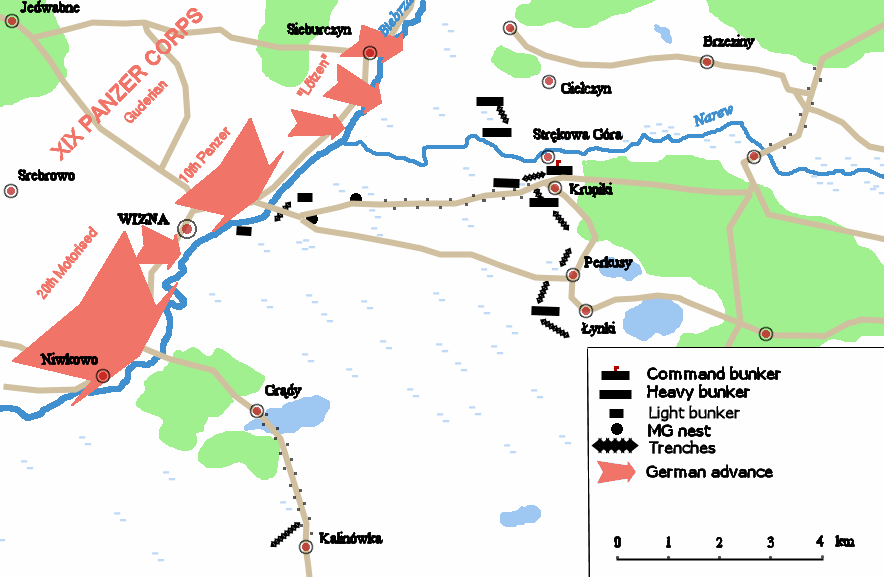
Poziții înainte de luptă.

Premergător războiului, zona din jurul satului Wizna a fost pregătită ca zonă defensivă fortificată. Scopul era să acopere pozițiile poloneze de la sud și să acopere trecerile peste râurile Narew și Biebrza. Linia defensivă de 9 km se întindea între satele Kołodzieje și Grądy-Woniecko, Wizna aflându-se în centrul ei. Linia se afla la 35 kilometri (22 mi) de granița cu Prusia Orientală, de-a lungul malurilor înălțate ale râurilor Narew și Biebrza. Unitățile care apărau linia erau subordonate Grupului Operațional Independent Narew însărcinat cu apărarea orașului Łomża și căilor de acces de la nord de Varșovia. Fortificațiile de la Wizna erau unul din punctele cele mai importante din nordul Poloniei deoarece acopereau trecerile peste cele două râuri, șoselele Łomża–Białystok și Brest-Litovsk către spatele forțelor poloneze.
Construcția a început în iunie 1939, cu doar două luni înainte de izbucnirea celui de al doilea război mondial. Locul a fost ales cu atenție; cele mai multe buncăre au fost construite pe dealuri din jurul văii mlăștinoase a râului Narew. La ele se putea ajunge printr-un asalt frontal dus prin mlaștini sau a digului rutier care făcea legătura cu podul din Wizna. Înainte de 1 septembrie 1939 au fost construite doar 16 din cele 60 de buncăre planificate. Șase dintre buncăre au fost făcute din fier-beton cu cupole din oțel armat de 8 tone fiecare și dispunând de puști mitraliere și artilerie anti-tanc. Două buncăre erau "ușoare", dispunând doar de mitraliere. Celelalte opt erau doar cuiburi de mitraliere ad-hoc, protejate de saci de nisip și ridicări de pământ. Patru alte buncăre erau în construcție la începerea războiului. Pe lângă acestea, lucrările defensive în zonă constau în tranșee, obstacole antitanc și antipersonal, garduri de sârmă ghimpată și mine. De asemenea existau planuri pentru inundarea zonei folosind acumulările din barajele de pe râurile Biebrza și Narew, dar vara din 1939 a fost una din cele mai secetoase din istoria Poloniei și nivelul apelor era foarte scăzut.
Deși nu toate buncărele erau gata la începutul războiului liniile defensive poloneze erau bine pregătite. Zidurile buncărelor, de 1.5m grosime întărite cu plăci de oțel de 20cm, puteau rezista loviturilor directe ale tunurilor din înzestrarea Wehrmacht-ului la momentul respeciv. În plus erau situate pe dealuri care ofereau o bună vizibilitate .

### Forțele implicate
Inițial linia defensivă poloneză era apărată de un singur batalion din Regimentul 71 Infanterie, comandat de maj. Jakub Fober. La scurt timp înainte de începerea celui de al doilea război mondial a fost întărit cu o companie de mitraliere sub comanda cpt. Władysław Raginis precum și alte detașamente. Pe 2 septembrie 1939 III/71 s-a deplasat către Osowiec și cpt. Raginis a preluat comanda zonei defensive de la maj. Fober. În total apărarea poloneză era format din 720 de oameni: 20 de ofițeri și 700 gradați și soldați. Alte surse indică efective și mai scăzute, în jurul a 360 de soldați.
Deși unitățile poloneze erau aproape exclusiv formate din recruți mobilizați în august 1939, cu foarte puțini militari profesioniști, moralul era foarte ridicat. După război Guderian a avut dificultăți în a explica de ce corpul său de armată a fost oprit de către o forță atât de mică. În memoriile sale prezintă ca posibilă cauză dificultatea construirii de poduri peste rârurile din zonă iar în cadrul Proceselor de la Nuremberg a menționat că Wizna a fost foarte bine apărată de către o școală locală de ofițeri.
| Narew IOG Młot-Fijałkowski                                                                                  |
| --- |
| Odcinek Obrony "Wizna" Raginis                                                                              |
| Compania 8 Regimentul 135 Infanterie Schmidt                                                                |
| Compania 3 mitraliere grele a fortăreței Osowiec Raginis                                                    |
| Baterie de artilerie Brykalski                                                                              |
| Compania 136 geniu                                                                                          |
| Pluton geniști, pluton de artilerie Regimentul 71 Infanterie                                                |
| Pluton cercetași Regimentul 135 Infanterie                                                                  |
| 720 militari, 12 buncăre, 6 piese de artilerie (76mm), 24 mitraliere grele, 18 mitraliere, 2 puști antitanc |

| 3rd Army von Küchler |
| --- |
| Corpul XIX Guderian |
| Divizia 3 Tancuri Geyr von Schweppenburg |
| Divizia 20 Motorizata von Wiktorin |
| |
| Divizia 10 Tancuri Schaal |
| Brigada "Lötzen" Fortificații Offenbacher |
| 42.000 militari, 350 tancuri, 108 obuziere, 58 tunuri, 195 tunuri antitanc, 108 mortiere, 188 aruncătoare, 288 mitraliere grele și 689 mitraliere |

### Înainte de luptă
Pe 1 septembrie 1939 al doilea război mondial a început cu Invadarea Poloniei (1939). Armata a 3-a germană trebuia să înainteze din Prusia Orientală spre Varșovia, direct prin pozițiile ocupate de Grupul Operațional Independent Narew. Pe 2 Septembrie cpt. Władysław Raginis a fost numit comandant al zonei defensive Wizna. Ca post de comanda a ales buncărul "GG-126" din apropierea satului Góra Strękowa. Buncărul era situat pe un deal aflat la mijlocul liniei poloneze. Sub comanda sa se aflau aproximativ 700 soldați și subofițeri și 20 ofițeri, 6 piese de artilerie, 24 mitraliere grele, 18 mitraliere și două puști antitanc.
După ciocnirile inițiale de-a lungul graniței, brigada de cavalerie Podlaska a primit în noaptea de 3/4 Septembrie ordine de a se retrage și pe 5 Septembrie a părăsit zona îndreptându-se spre Mały Płock pentru a trece râul Narew. Pe 3 Sept. au fost efectuate zboruri de recunoaștere și atacuri la sol asupra pozițiilor poloneze.
Pe 7 Sept. 1939 unități de cercetare a Diviziei 10 Tancuri sub comanda generalului Nikolaus von Falkenhorst au capturat satul Wizna. Unitățile de recunoaștere poloneze au evacuat satul după o scurtă luptă și s-au retras pe malul sudic al râului Narew, geniștii polonezi distrugând podul când acesta a fost forțat de către tancurile germane. După lăsarea întunericului patrule germane au trecut râul și au avansat către Giełczyn, dar au fost respinse cu pierderi grele.
Pe 8 Septembrie Heinz Guderian, aflat la comanda Corpului XIX Tancuri, a primit ordin să înainteze prin Wizna către Brest-Litovsk. În dimineața zilei de 9 Septembrie unitățile de sub comanda sa au ajuns în apropiere de Wizna și au făcut joncțiunea cu Divizia 10 Tancuri și Brigada "Lötzen". Forțele germane constau în aproximativ 1.200 ofiței și 41.000 subofițeri și soldați, cu peste 350 tancuri, 108 obuziere, 58 tunuri, 195 tunuri antitanc, 108 aruncătoare, 188 aruncătoare de grenade, 288 mitraliere grele și 689 mitraliere. Per total un avantaj de 60 la 1 față de apărătorii polonezi.

### Apărarea de la Wizna

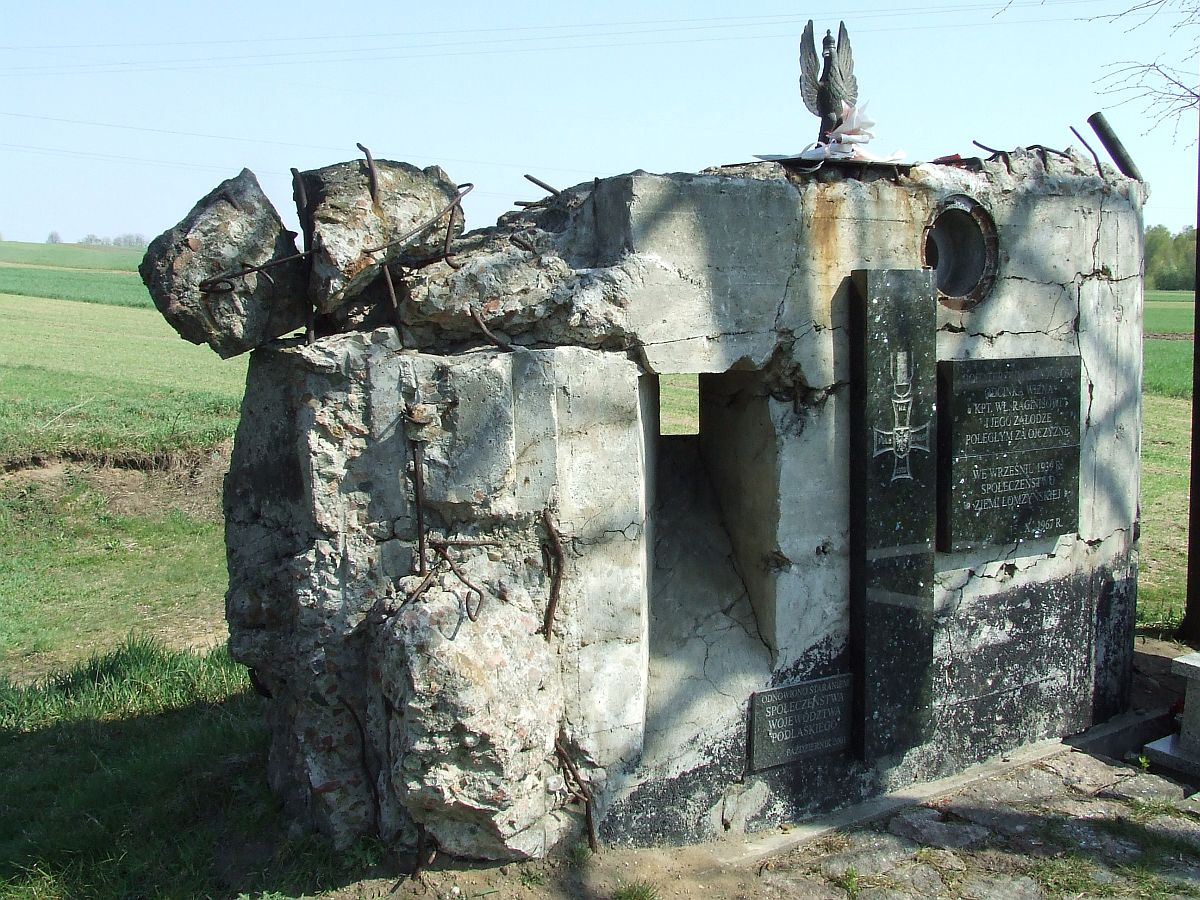
Ruinele buncărelor, acum memorial.

În timpul dimineței avioane germane au aruncat fluturași care îi îndemnau pe polonezi să se predea, pretindeau că cea mai mare parte a Poloniei era deja ocupată de Germania și că orice rezistență era inutilă. Pentru a întări moralul trupei cpt. Władysław Raginis și lt. Brykalski jură să nu abandoneze în viață poziția și să continuea rezistența. La scurtă vreme după aceasta încep bombardamente de artilerie și aviație. Artileria poloneză este depășită și nevoită să se retragă către Białystok. După pregătirea de artilerie germanii au atacat flancul nordic al apărării poloneze. Două plutoane apărând câteva buncăre de la nord de Narew au fost atacate din trei părți de infanteria germană sprijinită de tancuri. Pierderile germane au fost mari inițial, dar după un puternic baraj de artilerie comandantul zonei Giełczyn area, lt. Kiewlicz, a primit ordine să ardă produl de lemp de peste Narew și să se retragă spre Białystok. Trupele rămase sub comanda sa au străpuns încercuirea germană și au ajuns Białystok, alăturându-se forțelor generalului Franciszek Kleeberg.
În același timp a fost oprit un atac în zona sudică a fortificațiilor. Buncărele poloneze nu dispuneau de armament antitanc adecvat dar au putut contracara infanteria germană cu ajutorul mitralierelor. Dar, la ora 18:00, infanteria poloneză a fost obligată să părăsească tranșeele și să se retragă în buncăre. În acest moment tancurile germane ar fi putut trece liniile defensive poloneze și să înainteze către [Tykocin]] și Zambrów dar infanteria era blocată sub focul susținut al buncărelor poloneze.
Deși Raginis era în subordinea lt.col. Tadeusz Tabaczyński, comandantul zonei fortificate de la Osowiec la 30km nord, nu putea primi întăriri de la acesta. Pe 8 Septembrie Mareșalul Poloniei, Edward Śmigły-Rydz, ordonă Regimentului 135 Infanterie să se retragă spre Varșovia. Când acest ordin de a fost dat și regimentul s-a înapoiat la Osowiec, era deja prea târziu pentru a veni în ajutorul apărătorilor izolați la Wizna.
Lupte grele au fost date pentru fiecare dintre buncărele rămase izolate. Câteva asalturi au fost respinse în timpul nopții și dimineții de 10 Sept. La aproximativ 11:00 geniștii germani sprijiniți de tancuri și artilerie au reușit să distrugă toate buncărele poloneze mai puțin două aflate la 53°12′45″N 22°29′23″E / 53.2124837°N 22.4896574°E</ref> în centrul Strękowa Góra și care continuau lupta în ciuda pierderilor de personal și armament. După război polonezii au insistat asupra faptului că, în încercarea de a pune capăt rezistenței, Heinz Guderian a amenințat cu executarea prizonierilor. Rezistența a continuat însă pentru încă o oră când un emisar german purtând un steag alb a propus un armistițiu temporal. Acesta a durat până la 13:30. Raginis, conștientizând faptul că toți soldații rămași erau răniți si muniția aproape terminată ordonă celor din subordine să se predea. Grav rănit refuză să se predea și se sinucide aruncându-se peste o grenadă.

### Urmări
După reducerea pozițiilor poloneze Corpul XIX Tancuri avansează către Wysokie Mazowieckie și Zambrów, unde poartă fără succes Bătălia de la Zambrów împotriva Diviziei 18 Infanterie, pe care într-un final o încercuiește și distruge în cadrul Bătăliei de la Andrzejewo. Ulterior înaintează către sud și ia parte la Bătălia de la Brześć.
Deși toate buncărele au fost distruse și într-un final rezistența poloneză a fost înfrântă, zona fortificată de la Wizna a reușit să oprească înaintarea germană pentru trei zile. Rezistența eroică în ciuda condițiilor adverse este un simbol al războiului de apărare dus de Polonia în 1939 și parte al culturii populare al acestei țări.

## Pierderi
Pierderile poloneze nu au fost stabilite cu certitudine deoarece există foarte puține informații despre militarii luați prizonieri de germani. Din totalul de 720 de militari polonezi doar aproximativ 70 au supraviețuit. Câțiva au reușit să se retragă și să ajungă la liniile poloneze. Dintre cei care s-au predat unii au fost omorâți de germani în timp ce alții au supraviețuit bătăilor și abuzurilor ajungând ulterior în lagăre de prizonieri.
Nici pierderile germane nu sunt cunoscute cu exactitate. Un comunicat oficial al armatei germane menționează "câteva zeci de morți", dar câteva sute de soldați au fost exhumați dintr-un cimitir militar german din zonă. 
În memoriile sale Heinz Guderian menționează 900 de militari germani morți în cadrul acestor lupte, deși acest număr este subevalua. Wehrmacht-ul a pierdut cel puțin 10 tancuri și alte vehicule de luptă.
Jurnalul Diviziei 10 Tancuri menționează 9 morți și 26 răniți în data de 8 Septembrie. Batalionul I Regimentul 86, care a fost principala unitate care a capturat buncărele poloneze raporta pe 9 Septembrie pierderea a 40 de oameni. De asemenea sunt raportate pierder de cătrei Rgt. 8 Tancuri. Luptele care au urmat la Wysokie-Mazowieckie și Andrzejewo fac dificilă asocierea exactă a pierderilor.

## În cultura populară
Bătălia de la Wizna este subiectul pentru "40:1", din albumul The Art of War al trupei suedeze Sabaton. Titlul este dat de raportul de forțe și versurile compară apărătorii polonezi cu cei 300 de spartani de la Termopile.